# Gare de Hakata
La gare de Hakata (博多駅, Hakata-eki) est la gare principale de la ville de Fukuoka au Japon. Située dans l'arrondissement de Hakata, elle fait la jonction entre les lignes Shinkansen Sanyō et Kyūshū. Cette gare est aussi desservie par les lignes classiques de la JR Kyushu et le métro de Fukuoka.

## Situation ferroviaire
La gare de Hakata est située au point kilométrique (PK) 78,2 de la ligne principale Kagoshima. Elle marque le début des lignes Shinkansen Kyūshū et Hakata-Minami et la fin de la ligne Shinkansen Sanyō. 
La station de métro Hakata est située au PK 9,8 de la ligne Kūkō.

## Histoire

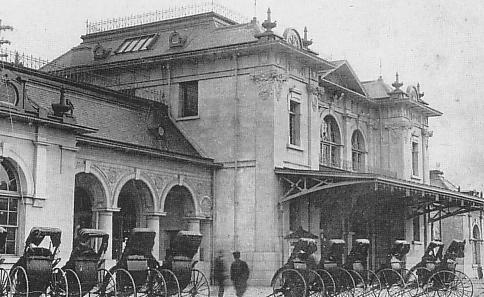
La gare avant la Seconde Guerre mondiale.

La première gare de Hakata est inaugurée le 11 décembre 1889 et était située à quelque 600 m de son emplacement actuel. Elle y sera déplacée en 1963.
Le 10 mars 1975, la gare devient le terminus sud de la ligne Shinkansen Sanyō. Le métro y arrive le 22 mars 1983.
Le 12 mars 2011, la ligne Shinkansen Kyūshū est prolongée jusqu'à Hakata, ce qui permet la jonction avec la ligne Shinkansen Sanyō.

## Service des voyageurs

### Accueil
La gare dispose d'un bâtiment voyageurs ouvert tous les jours, avec des guichets et des automates pour l'achat de titres de transport.

### Desserte

#### JR
- Ligne principale Kagoshima :

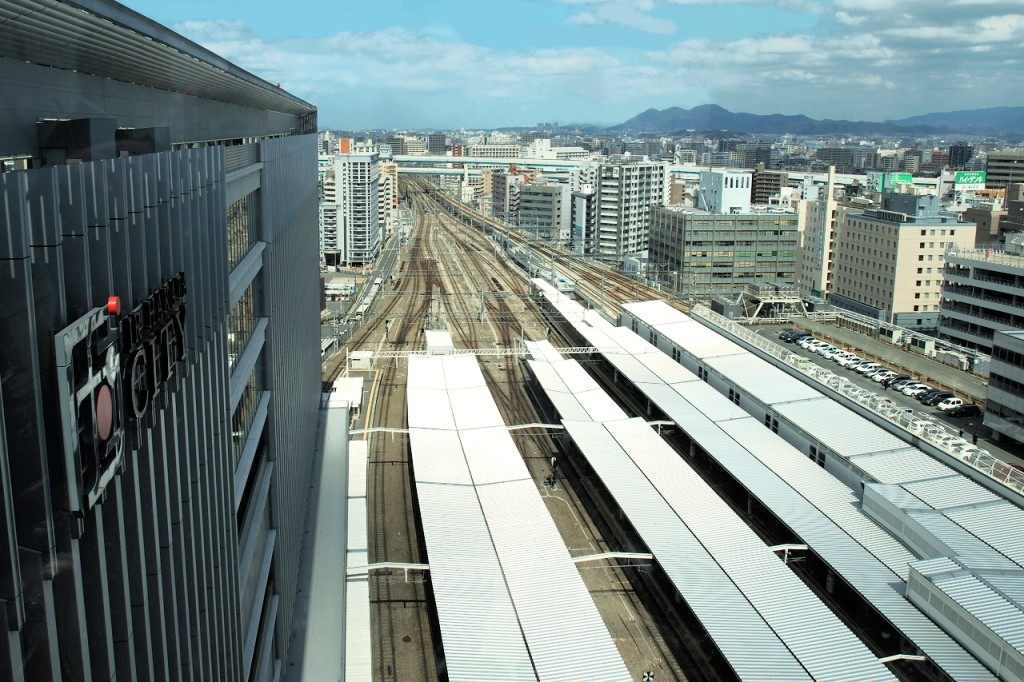
Vue générale des voies.

  - voie 1 à 4 : direction Kokura, Mojikō, Beppu et Ōita
  - voies 3 à 4 : direction Saga, Nagasaki et Sasebo
  - voies 5 à 7 : direction Kurume et Ōmuta

- Ligne Fukuhoku Yutaka :
  - voies 7 et 8 : direction Nōgata et Orio

- Ligne Shinkansen Kyūshū :
  - voies 11 à 16 : direction Kumamoto et Kagoshima-Chūō

- Ligne Shinkansen Sanyō :
  - voies 12 à 16 : direction Shin-Osaka et Tokyo

- Ligne Hakata-Minami :
  - voies 15 à 16 : direction Hakata-Minami

#### Métro de Fukuoka
- Ligne Kūkō :
  - voie 1 : direction Aéroport de Fukuoka
  - voie 2 : direction Meinohama, Chikuzen-Maebaru et Karatsu

- Ligne Nanakuma :
  - voies 3 et 4 : direction Hashimoto